# Eublemma rivula
Eublemma rivula là một loài bướm đêm trong họ Erebidae.